# Kwartety smyczkowe op. 59 Beethovena
Trzy kwartety smyczkowe op. 59 Ludwig van Beethovena, zwane także Kwartetami Razumowskiego, zostały skomponowane w latach 1805–06. Należą do najważniejszych kompozycji środkowego okresu twórczości kompozytora. 
Przydomek kwartetów pochodzi od nazwiska ich dedykata, rosyjskiego księcia Andrieja Kiryłłowicza Razumowskiego, wielbiciela i mecenasa Beethovena. 
Kompozytor uczynił swego rodzaju gest sympatii wobec księcia, dwukrotnie wplatając w muzykę kwartetów op. 59 elementy rosyjskie – rosyjski jest temat finału Kwartetu F-dur, rosyjski także – temat tria w III części kwartetu e-moll.

## Kwartety cyklu
- Kwartet smyczkowy nr 7 F-dur op. 59 nr 1
- Kwartet smyczkowy nr 8 e-moll op. 59 nr 2
- Kwartet smyczkowy nr 9 C-dur op. 59 nr 3